# Eleutherodactylus coqui
El coquí común o coquí (Eleutherodactylus coqui) es una especie de anfibio anuro nativa de Puerto Rico perteneciente a la familia Eleutherodactylidae. La especie recibe el nombre común por la llamada que los machos producen. Este sonido sirve a dos propósitos: "CO" sirve para repeler a otros machos y establecer un territorio, mientras que el "QUI" sirve para atraer a las hembras. El coquí común es un aspecto muy importante de la cultura de Puerto Rico y se ha convertido en un símbolo no oficial de la isla. Es una de las 81 especies que abarca la herpetofauna de Puerto Rico. 

## Taxonomía
El coquí común fue descrito por R. Thomas, en 1966. Pertenece al género Eleutherodactylus, que en griego significa dedos libres. El género contiene 185 especies que se encuentran desde el sur de los Estados Unidos, en América Central, y las Indias Occidentales.

## Desarrollo
Posee un desarrollo directo, sus huevos criados en tierra eclosionan directamente en rana pequeñas, saltando completamente la etapa de renacuajo.